# Экхардт-Граматте, Софи Кармен
Софи Кармен Экхардт-Граматте (фр. Sophie-Carmen Eckhardt-Gramatté, урождённая Софья Фридман-Кочевская, в 1922—1929 гг. использовала имя Соня Фридман-Граматте, в 1929—1936 гг. Соня Граматте; 25 декабря (6 января) 1899, Москва — 2 декабря 1974, Штутгарт) — австрийско-канадский композитор.

## Биография
С 1904 года вместе с матерью жила в Париже. Сочиняла музыку с шестилетнего возраста, в 9 лет её композиция (Концертный этюд) была впервые опубликована, в 11 лет Соня Фридман выступила с первым сольным концертом (как пианистка). Училась в Парижской консерватории как скрипачка (у Гийома Реми и Альфреда Брюно), как пианистка и как композитор (у Камиля Шевийяра и Венсана д’Энди), затем, с 1914 г., в Берлине у Бронислава Губермана.
Гастролировала по Европе, особенно по Германии и Испании (в 1924—1926 гг. живя в Барселоне и входя в круг Пабло Казальса), в том числе исполняя собственную музыку; 1925 г. был отмечен для Фридман-Граматте совместными выступлениями с пианистом Эдвином Фишером, в ходе которых она играла как на фортепиано, так и на скрипке.
31 декабря 1920 г. Соня Фридман вышла замуж за художника Вальтера Граматте. В конце 1920-х гг. заболевание Граматте туберкулёзом во многом приостановило творческую деятельность его жены. После смерти мужа она предприняла американские гастроли по приглашению Леопольда Стоковского, затем вернулась в Европу, где приняла решение отказаться от исполнительской деятельности ради полного сосредоточения на занятиях композицией. В Берлине она брала уроки композиции у Макса Траппа. В 1934 г. вышла замуж вторично за искусствоведа Фердинанда Экхарта — исследователя творчества её первого мужа, в 1939 г. поселилась вместе с ним в Вене.
После Второй мировой войны Экхардт-Граматте была одним из учредителей вновь созданного австрийского отделения Международного общества современной музыки. В 1953 г. вместе с мужем, приглашённым возглавить художественную галерею в Виннипеге, Экхардт-Граматте переехала в Канаду и вскоре стала заметной фигурой канадской музыкальной сцены. В частности, Двойной концерт для виолончели и фортепиано с оркестром, Симфония-концерт для фортепиано с оркестром и Манитобская симфония были заказаны ей для юбилейных торжеств к столетним годовщинам официального провозглашения Канады и её провинций Саскачеван и Манитоба. В 1961 году Экхардт-Граматте была удостоена первой премии на Международном конкурсе женщин-композиторов в Манхайме.
Экхардт-Граматте погибла в результате несчастного случая. Её второй муж в 1985 г. выпустил её обширную биографию, «Музыка изнутри» (англ. Music from Within). В память о ней проходит конкурс молодых исполнителей канадской музыки. Двойной альбом с произведениями Экхардт-Граматте и архивными записями её игры был выпущен к её столетию. В 2006 г. режиссёр Пола Келли сняла документально-игровой фильм «Апассионата: Необычайная жизнь и музыка Сони Экхардт-Граммате» (англ. Appassionata: The Extraordinary Life & Music of Sonia Eckhardt-Gramatté).
В раннем композиторском наследии Экхардт-Граматте преобладают виртуозные сочинения для фортепиано или скрипки, в более позднем творчестве — произведения для оркестра, апеллирующие к широкому кругу традиций, от малеровской до сериализма. Единственное обращение композитора к хоровой музыке — «Четыре рождественские песни» (нем. Vier Weihnachtslieder; 1953, на слова мужа, Фердинанда Экхарта) — написано вскоре после прибытия в Канаду и отражает ностальгические чувства.